# Bandeira de Uganda
A bandeira de Uganda foi adotada em 9 de outubro de 1962, quando o país obteve sua independência do Reino Unido.
A bandeira de Uganda deriva da bandeira do partido Congresso do Povo de Uganda, as suas cores representam:
- Preto: Os povos africanos;
- Amarelo: O brilho do sol na África;
- Vermelho: A irmandade africana.

O brasão central é constituído de um grou-coroado-preto, ave conhecida no país por sua natureza bondosa e também era o emblema dos soldados ugandenses durante o domínio britânico.

## Bandeiras de Antigamente

1914-1962
Março-Outubro, 1962